# Plans allemands pour l'invasion des États-Unis

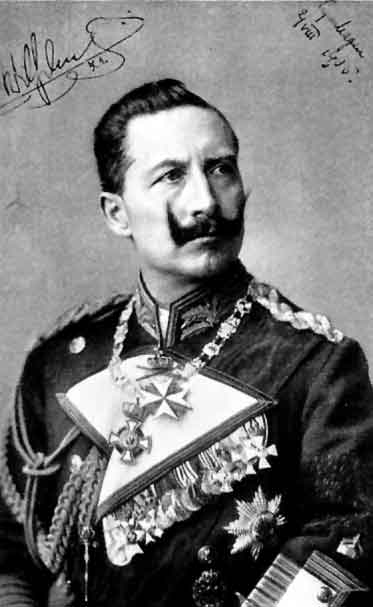
Guillaume II, le Kaiser allemand, en 1905.

Les plans allemands pour l'invasion des États-Unis furent établis de 1897 à 1903 par l'état-major (l'Admiralstab (de)) de la marine de guerre allemande (la Kaiserliche Marine). Ces plans n'avaient pas pour but de conquérir les États-Unis, mais seulement de réduire l'influence de ce pays : ils visaient à forcer les États-Unis à négocier, à freiner leur croissance économique et à réduire son influence dans l'océan Pacifique, les Caraïbes et l'Amérique du Sud au profit de celle de l'Allemagne.

## Premier plan
Le premier a été élaboré pendant l'hiver 1897-1898, par Eberhard von Mantey, alors simple lieutenant (Leutnant zur See, équivalent d'un enseigne de vaisseau) de 28 ans, affecté à l'état-major de la marine. Le plan prévoyait que la flotte allemande traverse l'Atlantique pour engager et défaire la principale flotte américaine (le North Atlantic Squadron), puis de pilonner les infrastructures portuaires de la côte est des États-Unis, notamment celles autour d'Hampton Roads (où se situent la base navale de Norfolk, ainsi que les chantiers de Portsmouth et de Newport News), afin de ruiner la US Navy et de menacer Washington.
Le plan prévoyait ensuite de négocier la paix avec les Américains, avec l'exigence allemande d'avoir désormais les mains libres aux Caraïbes et dans le Pacifique.

## Deuxième plan
Le plan fut modifié dès mars 1899, à cause de l'évolution de la situation. Les États-Unis venaient de remporter la guerre hispano-américaine (d'avril à décembre 1898), gagnant à cette occasion les Philippines, Guam et Porto Rico ; Cuba était devenu un protectorat ; enfin, Hawaï était annexé en juillet 1898. La marine américaine étend ainsi largement son contrôle sur les Caraïbes et le Pacifique.
Le plan est donc renforcé : en plus du bombardement des ports virginiens, il est désormais prévu un double débarquement d'environ 100 000 hommes de l'armée de terre allemande (soit deux corps d'armée renforcés en artillerie de siège, le tout porté par 60 cargos) sur les péninsules du cap Cod et de Sandy Hook, pour prendre respectivement Boston et New York (après matraquage des forts Tompkins (en) et Hamilton qui défendent l'entrée de la rade).

## Troisième plan
Un troisième plan fut rédigé en novembre 1903, toujours par l'état-major de la marine, sous les ordres du vice-amiral Wilhelm Büchsel (de). Appelé « plan d'opération III » (Operationsplan III en allemand), il comporte des ajustements mineurs sur les lieux de débarquement (Provincetown et cap Ann pour prendre Boston) et les cibles tactiques immédiates. Un des buts de l'opération était désormais d'implanter une base navale allemande sur l'île de Culebra (à l'est de Porto Rico) pour surveiller la sortie du canal de Panama (alors encore en construction, les États-Unis venant de faire du Panama un de ses protectorats).

## Portée
D'une part, la Kaiserliche Marine connait certes une grande expansion de 1898 à 1906, mais pas assez puissante pour mener une telle expédition transocéanique ; d'autre part, un tel projet nécessite le maintien de la paix en Europe, la puissante Royal Navy surclassant complètement la marine allemande. L'armée de terre allemande dirigée par le général Alfred von Schlieffen, qui devait fournir au moins 100 000 hommes, était certaine que cette proposition aventureuse allait se solder par une défaite. Les plans furent classés définitivement en 1906.
L’État-major de chaque grande puissance se doit de faire des plans de guerres hypothétiques ; l'objectif principal étant d'évaluer la quantité de ressources nécessaires pour les mettre à exécution afin de pouvoir réagir rapidement en temps de crise réelle. D'autres plans furent préparés par la marine allemande, notamment d'invasion de l'Angleterre ou des îles danoises. La plupart de ces plans ne quittèrent jamais le secrétariat de la marine. Il n'y aucune indication que ces plans aient un jour été pris au sérieux.
Ces plans sont devenus accessibles au public qu'à partir de 1970 quand ils furent découverts dans les archives militaires allemandes à Fribourg-en-Brisgau (une autre « redécouverte » de ces plans a eu lieu en 2002). En 1995, le romancier Robert Conroy publie une uchronie ayant pour titre 1901, imaginant une guerre germano-américaine, avec débarquement sur Long Island.